# Leichtathletik-Europameisterschaften 1994/Diskuswurf der Frauen

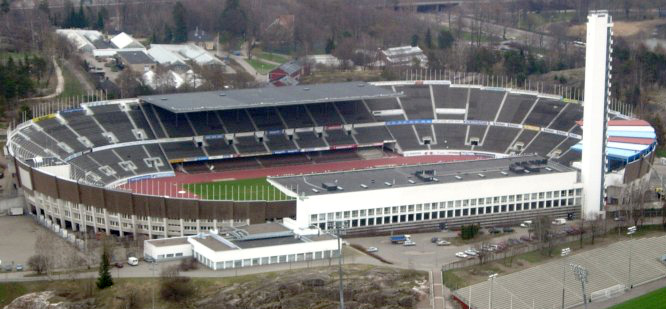
Das Olympiastadion von Helsinki im Jahr 2005

Der Diskuswurf der Frauen bei den Leichtathletik-Europameisterschaften 1994 wurde am 10. und 11. August 1994 im Olympiastadion der finnischen Hauptstadt Helsinki ausgetragen.
Europameisterin wurde die deutsche Titelverteidigerin und Vizeweltmeisterin von 1991 Ilke Wyludda. Den zweiten Platz belegte die Belarussin Elina Swerawa. Bronze ging an die Norwegerin Mette Bergmann.

## Bestehende Rekorde
| Weltrekord           | 76,80 m | Gabriele Reinsch | Neubrandenburg, DDR (heute Deutschland) | 9. Juli 1988    |
| Europarekord         | 76,80 m | Gabriele Reinsch | Neubrandenburg, DDR (heute Deutschland) | 9. Juli 1988    |
| Meisterschaftsrekord | 71,36 m | Diana Sachse     | EM Stuttgart, BR Deutschland            | 28. August 1986 |

Der bestehende EM-Rekord wurde bei diesen Europameisterschaften nicht erreicht. Die größte Weite erzielte die deutsche Europameisterin Ilke Wyludda im Finale mit 68,72 m in ihrem fünften Versuch, womit sie 2,64 m unter dem Rekord blieb. Zum Welt- und Europarekord fehlten ihr 8,08 m.

## Qualifikation
9. August 1994
24 Wettbewerberinnen traten in zwei Gruppen zur Qualifikationsrunde an. Drei von ihnen (hellblau unterlegt) übertrafen die Qualifikationsweite für den direkten Finaleinzug von 61,00 m. Damit war die Mindestzahl von zwölf Finalteilnehmerinnen nicht erreicht. Das Finalfeld wurde mit den neun nächstplatzierten Sportlerinnen (hellgrün unterlegt) auf zwölf Werferinnen aufgefüllt. So reichten für die Finalteilnahme schließlich 57,58 m.

### Gruppe A
| Platz | Name                    | Nation       | Weite (m) |
| ----- | ----------------------- | ------------ | --------- |
| 1     | Elina Swerawa           | Belarus      | 62,50     |
| 2     | Franka Dietzsch         | Deutschland  | 59,98     |
| 3     | Jana Lauren             | Deutschland  | 58,20     |
| 4     | Olga Tschernjawskaja    | Russland     | 57,62     |
| 5     | Nicoleta Grasu          | Rumänien     | 57,58     |
| 6     | Eha Rünne               | Estland      | 56,50     |
| 7     | Renata Katewicz         | Polen        | 56,32     |
| 8     | Swetla Mitkowa          | Bulgarien    | 56,04     |
| 9     | Jacqueline Goormachtigh | Niederlande  | 54,82     |
| 10    | Alice Matejková         | Tschechien   | 54,14     |
| 11    | Anastasia Kelesidou     | Griechenland | 54,08     |
| 12    | Karin Colberg           | Schweden     | 53,36     |

### Gruppe B
| Platz | Name                | Nation         | Weite (m) |
| ----- | ------------------- | -------------- | --------- |
| 1     | Ilke Wyludda        | Deutschland    | 65,90     |
| 2     | Mette Bergmann      | Norwegen       | 63,32     |
| 3     | Olga Nikischina     | Ukraine        | 59,80     |
| 4     | Natalja Sadowa      | Russland       | 59,76     |
| 5     | Marie-Paule Geldhof | Belgien        | 59,20     |
| 6     | Ljudmila Filimonowa | Belarus        | 58,50     |
| 7     | Zdeňka Šilhavá      | Tschechien     | 58,00     |
| 8     | Jacqueline McKernan | Großbritannien | 57,56     |
| 9     | Daniela Curovic     | BR Jugoslawien | 57,06     |
| 10    | Atanaska Angelowa   | Bulgarien      | 56,26     |
| 11    | Corrie de Bruin     | Niederlande    | 54,76     |
| 12    | Agnès Teppe         | Frankreich     | 51,98     |

## Legende
| x | ungültig |

## Finale

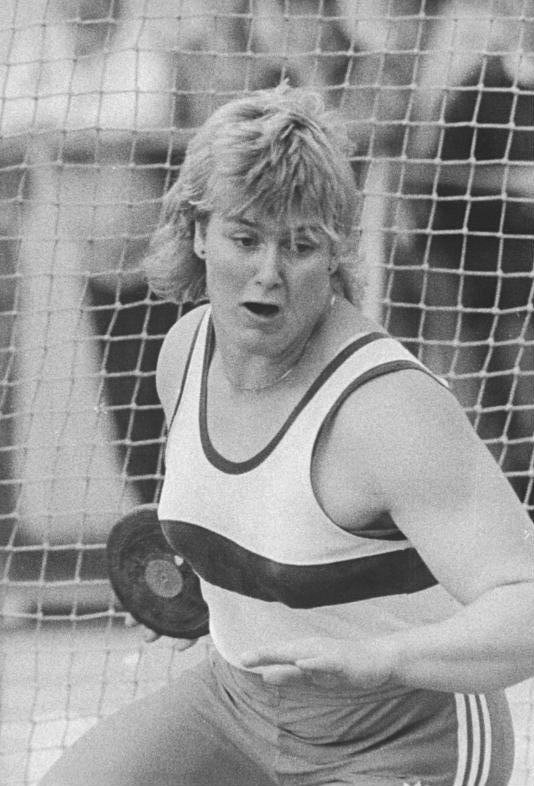
Ilke Wyludda errang nach der Vizeweltmeisterschaft 1991 ihren zweiten EM-Titel – 1995 wurde sie noch einmal Vizeweltmeisterin und 1996 Olympiasiegerin

10. August 1994
| Platz | Name                 | Nation      | Weite (m) | Versuchsserie der Medaillengewinnerinnen (m) | Versuchsserie der Medaillengewinnerinnen (m) | Versuchsserie der Medaillengewinnerinnen (m) | Versuchsserie der Medaillengewinnerinnen (m) | Versuchsserie der Medaillengewinnerinnen (m) | Versuchsserie der Medaillengewinnerinnen (m) |
| Platz | Name                 | Nation      | Weite (m) | 1. Versuch                                   | 2. Versuch                                   | 3. Versuch                                   | 4. Versuch                                   | 5. Versuch                                   | 6. Versuch                                   |
| ----- | -------------------- | ----------- | --------- | -------------------------------------------- | -------------------------------------------- | -------------------------------------------- | -------------------------------------------- | -------------------------------------------- | -------------------------------------------- |
| 1     | Ilke Wyludda         | Deutschland | 68,72     | 65,40                                        | 61,76                                        | 63,60                                        | 67,08                                        | 68,72                                        | 65,08                                        |
| 2     | Elina Swerawa        | Belarus     | 64,46     | 59,18                                        | 64,46                                        | 62,36                                        | 63,78                                        | x                                            | x                                            |
| 3     | Mette Bergmann       | Norwegen    | 64,34     | 58,64                                        | 59,30                                        | 64,34                                        | 60,90                                        | x                                            | 61,64                                        |
| 4     | Nicoleta Grasu       | Rumänien    | 63,64     |                                              |                                              |                                              |                                              |                                              |                                              |
| 5     | Olga Tschernjawskaja | Russland    | 62,54     |                                              |                                              |                                              |                                              |                                              |                                              |
| 6     | Jana Lauren          | Deutschland | 60,44     |                                              |                                              |                                              |                                              |                                              |                                              |
| 7     | Marie-Paule Geldhof  | Belgien     | 59,48     |                                              |                                              |                                              |                                              |                                              |                                              |
| 8     | Ljudmila Filimonowa  | Belarus     | 59,46     |                                              |                                              |                                              |                                              |                                              |                                              |
| 9     | Franka Dietzsch      | Deutschland | 59,18     |                                              |                                              |                                              |                                              |                                              |                                              |
| 10    | Olga Nikischina      | Ukraine     | 58,36     |                                              |                                              |                                              |                                              |                                              |                                              |
| 11    | Natalja Sadowa       | Russland    | 58,08     |                                              |                                              |                                              |                                              |                                              |                                              |
| 12    | Zdeňka Šilhavá       | Tschechien  | 55,04     |                                              |                                              |                                              |                                              |                                              |                                              |

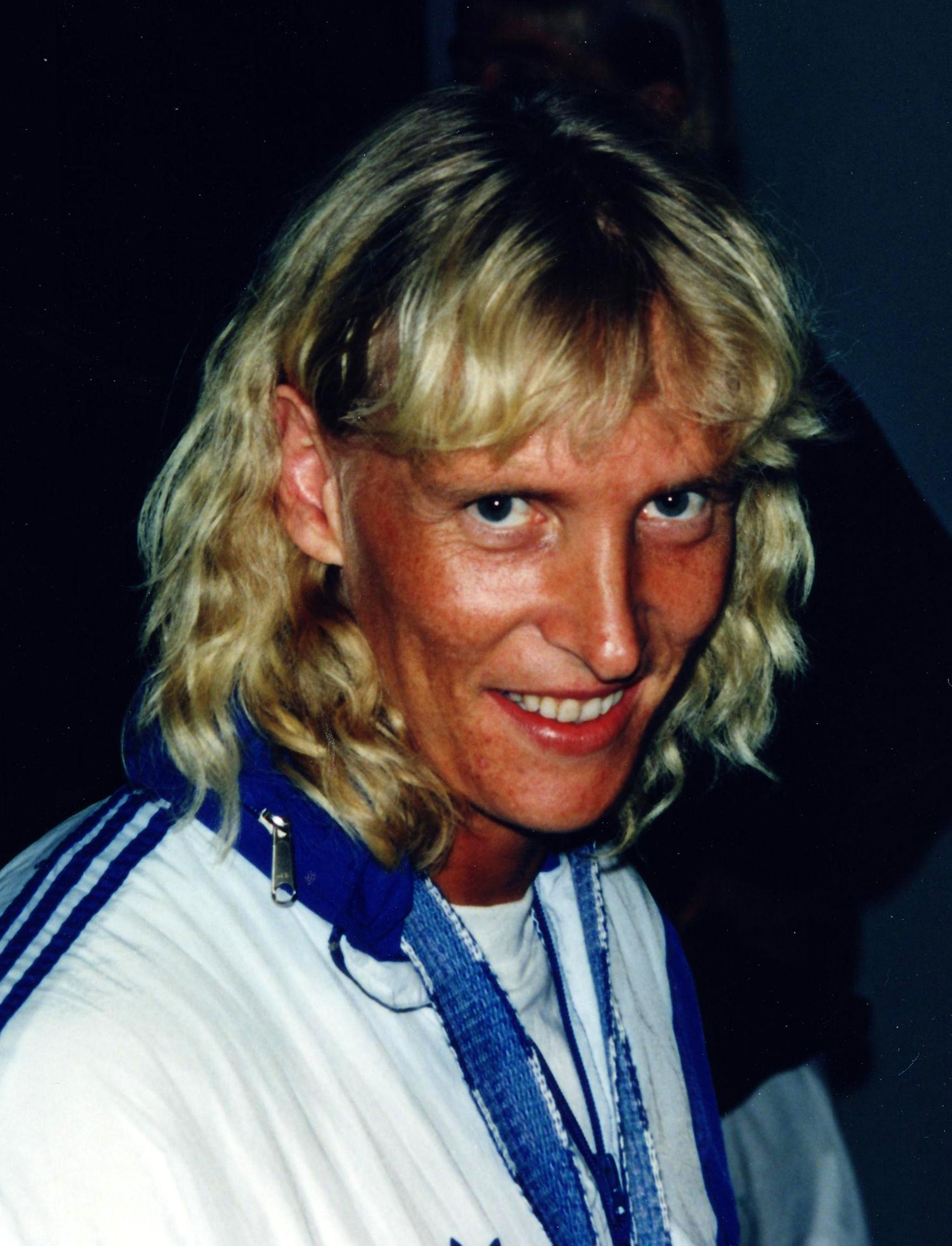
Mette Bergmann – vor vier Jahren im Finale noch ohne gültigen Versuch – erkämpfte die Bronzemedaille
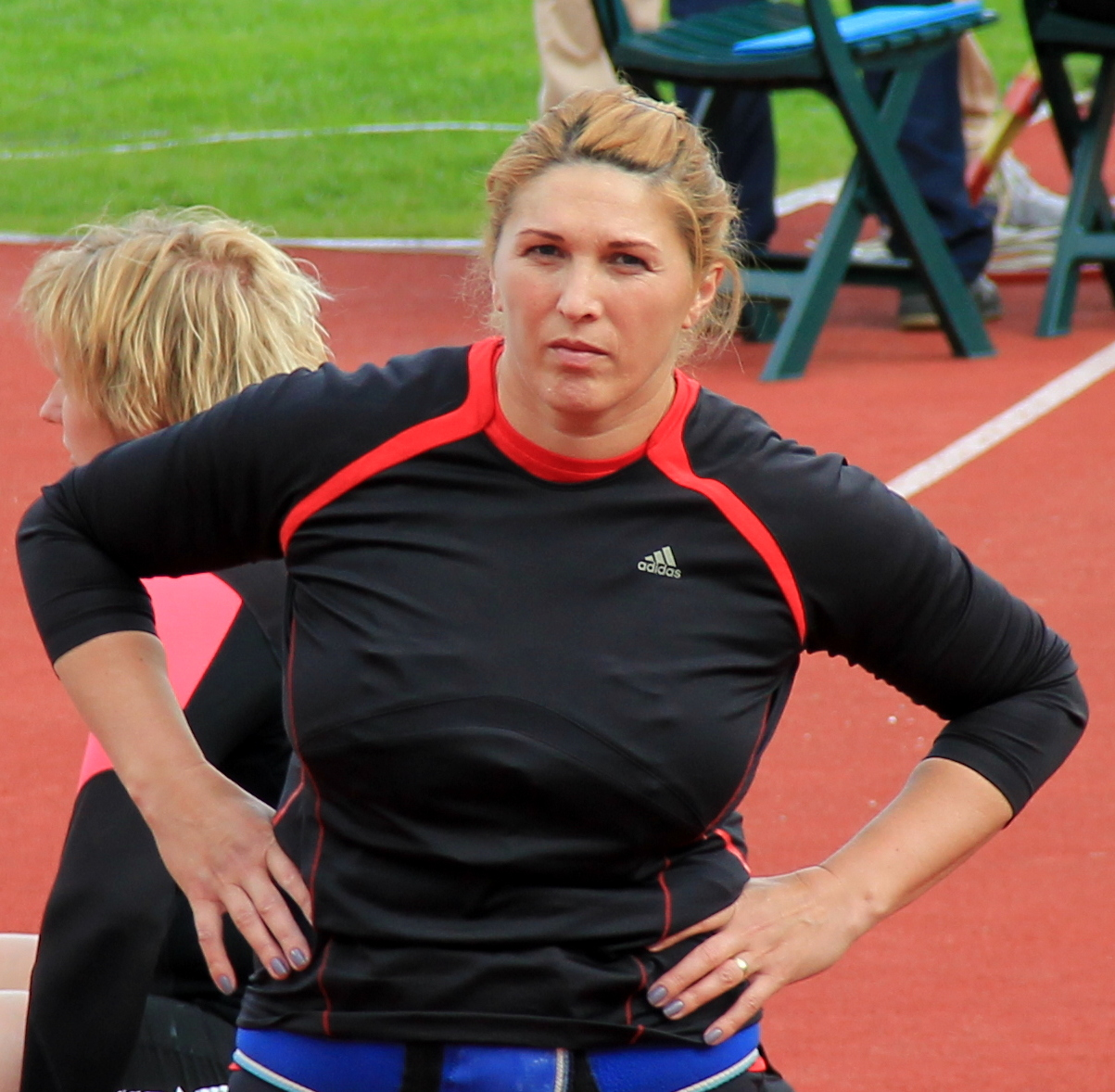
Nicoleta Grasu kam auf den vierten Platz – sie errang später zahlreiche Silber- und Bronzemedaillen bei Weltmeisterschaften von 1999 bis 2009 und Europameisterschaften von 1998 bis 2010
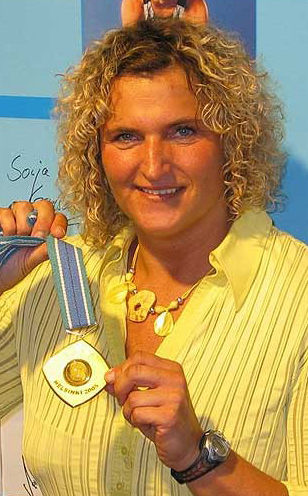
Franka Dietzsch belegte Rang neun – dreimal wurde sie Weltmeisterin zwischen 1999 und 2007, Europameisterin 1998, Vizeeuropameisterin 2006

## Videolinks
- 4863 European Track & Field Discus Women Ilke Wyludda, youtube.com, abgerufen am 4. Januar 2023
- 4866 European Track & Field Discus Women Ellina Zvereva, youtube.com, abgerufen am 4. Januar 2023